# نهر أجنو
نهر أغنو، أو نهر بانجاسينان، هو نهر يقع في جزيرة لوزون بالفلبين. يمر عبر مقاطعتي بينجويت وبانجاسينان، وهو أحد أكبر أنظمة الأنهار في البلاد، حيث تبلغ مساحة الصرف منه 5,952 كيلومتر مربع (2,298 ميل2).
ينبع النهر من جبال كورديليرا ويصب في بحر الصين الجنوبي عبر خليج لينجاين. يبلغ طول النهر 248 كيلومتر (154 ميل)، مما يجعله سادس أطول نهر في البلاد. يعيش ما يقرب من مليوني شخص في وادي نهر أغنو، وهو يضم واحدة من أكبر التجمعات السكانية في الفلبين.
النهر محاط بثلاث محطات لتوليد الطاقة الكهرومائية : سد أمبوكلاو في بوكود، وسد بينغا في إيتوغون، وسد سان روكي في سان مانويل.

## جغرافية
نهر Agno هو نظام الصرف الرئيسي في المنطقة ويبلغ مساحته 5,952 كيلومتر مربع (2,298 ميل2). إنه ثالث أكبر نهر في لوزون (بجانب نهر كاجايان ونهر بامبانجا ) وخامس أكبر نهر في الفلبين.
يعتبر نهر أجنو أكبر نهر فلبيني من حيث تصريف المياه، حيث يستنزف حوالي 6.6 كيلومتر مكعب من المياه العذبة في خليج لينجاين، أو ما يقرب من 70 ٪ من إجمالي مدخلات المياه العذبة في الخليج.
تقع منابع نهر أغنو على منحدرات ماونت داتا في جبال كورديليرا على ارتفاع 2,090 متر (6,860 قدم)، حيث يتم تصريف صخور الأساس الطباشيري إلى صخور الباليوسين النارية، وصخور السليسيليكلاستيك البحرية وصخور الكربونات. من إجمالي طوله، حوالي 90 كيلومتر (56 ميل) يمر عبر التضاريس الجبلية والأودية.

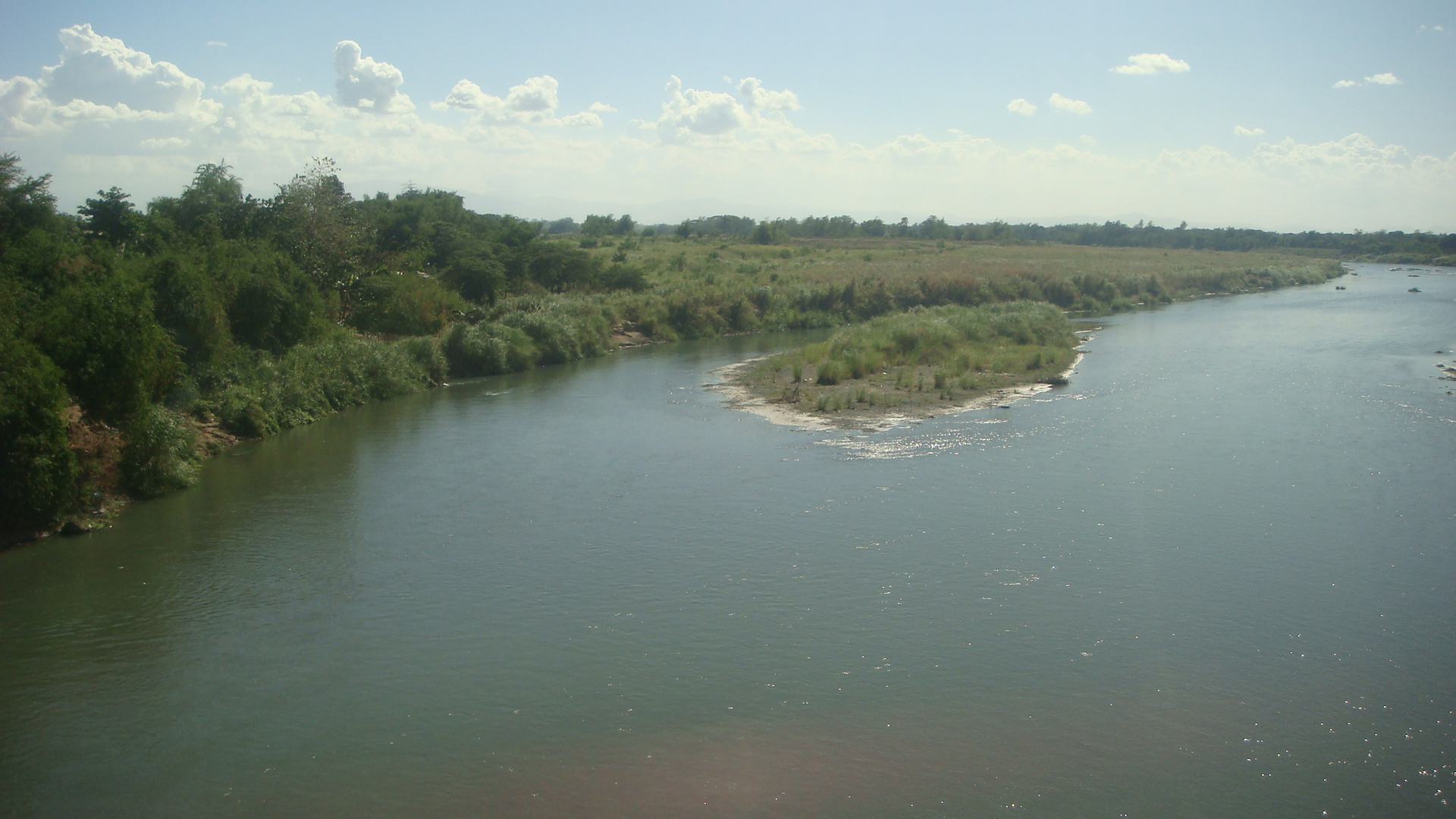
نهر أجنو (منظر من روساليس، جسر بانجاسينان)

عندما ينخفض النهر بعد مسار جنوبي، فإنه يعرض نمط قناة مضفر. ثم يتحول إلى نهر متعرج موجه نحو الجنوب الغربي أثناء عبوره لسهل لوزون الأوسط. من التقائه بنهر تارلاك المنبثق من الجنوب، ينحرف نهر أغنو شمالًا أثناء تجفيف الأجنحة الشرقية لجبال زامباليس.
تشمل روافد Agno الرئيسية أنهار Pila و Camiling و Tarlac و Ambayoan. الفرع الرئيسي لنهر Agno هو نهر Tarlac الذي ينبع من جبل Pinatubo (ارتفاع 1,745 متر (5,725 قدم) ) في Tarlac وينضم إلى نهر Agno في Poponto Swamp بالقرب من Bayambang. تبلغ مساحة المستنقع حوالي 25 كيلومتر مربع (9.7 ميل2) ويحتفظ مؤقتًا بمياه الفيضانات من نهر تارلاك.
بعد المرور عبر الجبال على ارتفاع متوسط يبلغ حوالي 2,000 قدم (610 م) ASL، يشكل نهر Agno مروحة غرينية واسعة ودلتا تسمى Pangasinan Plain، وهي مركز اقتصادي حيوي تاريخيًا في جزيرة Luzon.
يعد نظام الصدع الفلبيني، بما في ذلك صدع Digdig، الذي تم تقييمه على أنه الخطأ المسبب لزلزال Luzon في 16 يوليو 1990، وصدع San Manuel، و Bulangit Fault و San Roque Fault بعضًا من خطوط الصدع الرئيسية التي تعبر النهر.

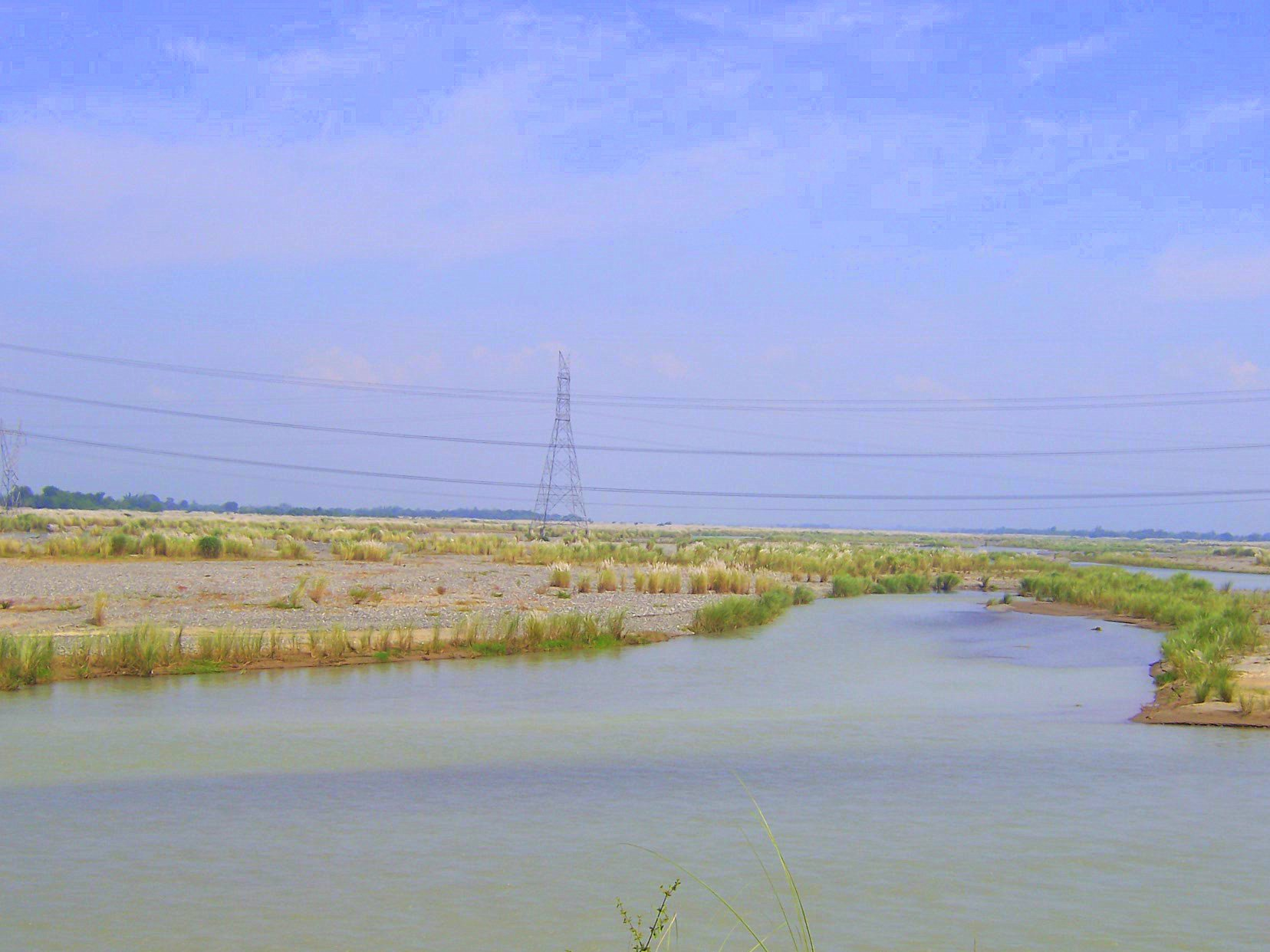
نهر Agno في بانجاسينان

تعتبر منابع النهر وحوض المنبع في نطاق كورديليرا سنترال مناطق محمية محددة تقع داخل منتزه ماونت داتا الوطني ومحمية موارد حوض نهر أغنو العليا ومحمية غابات مستجمعات المياه السفلى أغنو.

## النباتات والحيوانات
يقول المستكشفون الإسبان الذين وثقوا منطقة مستجمعات المياه في النهر في القرن السادس عشر إن مصب نهر أغنو كان عبارة عن مستنقعات واسعة ذات تربة غرينية غنية. كانت مغطاة بكثافة ب ونخيل نيبا التي كانت موطنًا للعديد من أنواع الحياة البرية في المستنقعات.
لكن منطقة مستجمعات المياه قد أزيلت منها بشدة الآن الغابات. اختفت الغابات الأولية بالكامل تقريبًا باستثناء بعض المناطق التي يزيد ارتفاعها عن 800 متر (2,600 قدم) ASL. تم استبدال الغابات بالأراضي العشبية والأراضي الريفية.

## الفيضانات
نظرًا لأن حوض نهر أغنو يتميز بالتضاريس الجبلية، فقد تم بناء خزان مياه أمبوكلاو لمنعه من التدفق والتسبب في آثار مدمرة على المستويات المنخفضة من النهر، ويقدر الجريان السطحي للفيضان سنويًا بحوالي 6،654 مليون متر مكعب يصل إلى السهل في عدة ساعات في مصب النهر في حوالي يوم واحد. متوسط هطول الأمطار السنوي يختلف من 2,000 مليمتر (79 بوصة) في حي تارلاك إلى 4,000 مليمتر (160 بوصة) في الروافد العليا لنهر Agno.
يعاني سهل بانجاسينان من فيضانات متكررة ومدمرة. غمرت الفيضانات الكارثية في يوليو وأغسطس 1972 ومايو 1976 وسبتمبر 2009، سهل بانجاسينان بأكمله، بما في ذلك السهول الفيضية لنهر تارلاك.
اقام المكتب الوطنى للطقس باجاسا مركزا لمراقبة الفيضانات والتحذير منها في بانجاسينان.

## السكان
يجتاز Agno عدة بلدات في مقاطعة بينجويت حيث يعيش حوالي 35000 من السكان الأصليين من سكان إيبالوي وكانكاناي وكالانجويا. يعتبر شعب إيبالوي في بينجيت النهر مقدسًا لأنه يمنح الحياة.
بارانغاي دالوبيريب، إيتوغون في مقاطعة بينجويت مقدسة من قبل شعبها. أجزاء من الأرض بمثابة مقابر لأسلافهم. يتمتع المكان بقيمة تاريخية كبيرة ويعتبر أحد المقاعد المتبقية لثقافة إيبالوي.
تم اكتشاف المواقع الأثرية في Sitio Camanggaan و Barangay San Roque في San Manuel و Pangasinan وفي المناطق المحيطة. تتألف المحصول من أدوات تجارية وشظايا خزفية وأدوات حجرية من العصر الحجري القديم والعصر الحجري الحديث.

## الأهمية الاقتصادية
كان البحث عن الذهب شائعًا على طول النهر، حيث تم العثور على الذهب على طول النهر من كابايان، بينجويت، إلى سان مانويل، بانجاسينان، وعلى طول روافده في توبلاي، بينجويت، وبوكود، بينجويت.
يحتوي النهر على ثلاث محطات لتوليد الطاقة الكهرومائية : سد Binga في Itogon، بينجيت ( 29 كيلومتر (18 ميل) المنبع) ؛ سد أمبوكلاو في بوكود، بينجيت ( 37 كيلومتر (23 ميل) المنبع) وسد سان روكي في سان مانويل، بانجاسينان. تعمل Binga منذ عام 1960 و Ambuklao منذ عام 1956.
هناك العديد من امتيازات التعدين في المجاري العليا للنهر.
كما أنشأت الحكومة نظام الري على نهر أغنو لتوفير مياه الري لنحو 60 إلى 100 كيلومتر مربع من الأراضي الريفية في بانجاسينان.

## روابط خارجية
- إدارة الخدمات الجوية والجيوفيزيائية والفلكية الفلبينية
- دراسة حالة معهد الثقافة الفلبينية لمشروع سان روكي متعدد الأغراض
- الأنهار الدولية